# Barfoedsche Probe

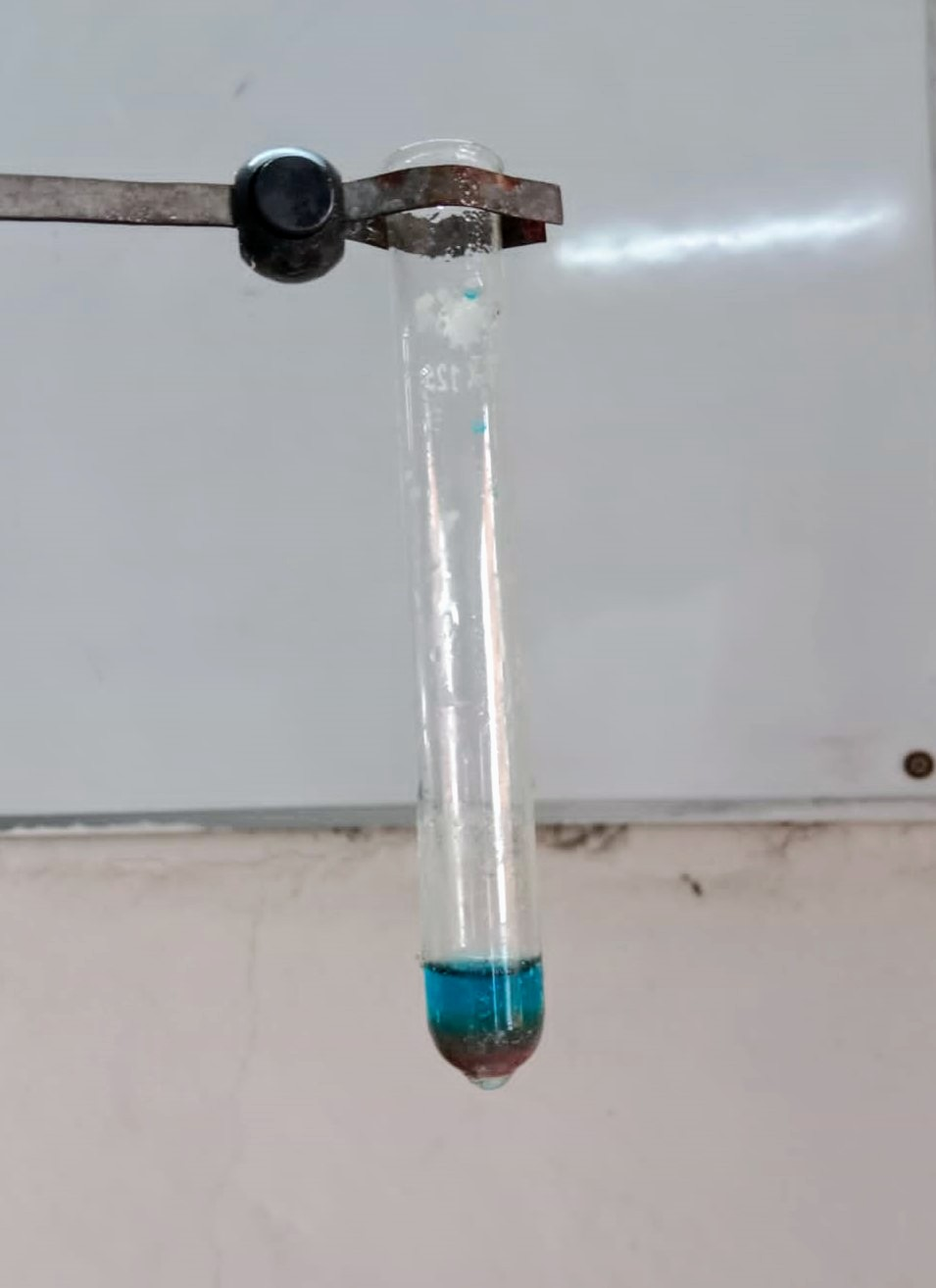
Positives Ergebnis im Barfoed’sche Probe.

Die barfoedsche Probe bzw. Barfoed’sche Probe ist eine Methode, um Monosaccharide (Einfachzucker), wie z. B. Glucose, Galactose, Mannose, Fructose von Di-, Oligo- oder Polysacchariden zu unterscheiden. Gefunden wurde dieser Nachweis 1873 vom dänischen Chemiker Christen Thomsen Barfoed.
Bei dieser Methode wird das Barfoed’sche Reagenz, eine Mischung aus gelöstem Kupferacetat, Natriumacetat und Essigsäure, mit Lösungen der zu untersuchenden Zucker versetzt und im Wasserbad einige Minuten erhitzt. Handelt es sich bei der gegebenen Probe um eine Monosaccharidlösung, bilden sich schnell eine rötliche Färbung und rotbraunes aus Kupfer(I)-oxid (Cu2O), das durch Reduktion des Kupfer(II)-ions der Barfoed-Lösung im schwach sauren Milieu als Niederschlag ausfällt. Disaccharide reagieren erst nach längerem Kochen, was die Unterscheidung ermöglicht.

## Reaktionsgleichung
Die Nachweisreaktion verläuft ähnlich der Fehling-Probe, allerdings unter sauren Bedingungen. Die Aldehydfunktion einer Aldose wird dabei zur Säure oxidiert, Kupfer der Oxidationsstufe +II zur Oxidationsstufe +I reduziert:
{\displaystyle \mathrm {R-CHO+2\ Cu^{2+}+2\ H_{2}O\longrightarrow R-COOH+Cu_{2}O+4\ H^{+}} }